# Ischyra brasiliensis
Ischyra brasiliensis är en insektsart som beskrevs av Piza Jr. 1950. Ischyra brasiliensis ingår i släktet Ischyra och familjen vårtbitare. Inga underarter finns listade i Catalogue of Life.